# Wilhelm Rex
Wilhelm Rex (* 10. Juli 1870 in Braunsberg; † 21. Juli 1944 in Passau) war ein deutscher Bildhauer.

## Leben
Wilhelm Rex, als Friedrich Wilhelm Rex getauft, entstammte einer ostpreußischen Familie von Lehrern, Organisten und Malern. Wilhelm Rex erlernte in Berlin vier Jahre die Holzbildhauerei. Er besuchte die Lehranstalt des Kunstgewerbemuseums Berlin, studierte sechs Semester Anatomie unter Maximilian Schäfer und Architektur und Kunstgewerbe bei Albin Müller von der Darmstädter Künstlerkolonie; er arbeitete frei bei Otto Lessing, Franz Metzner und bei Gotthold Riegelmann, dort als Atelierchef. Er war an verschiedenen Aufenthaltsorten in Deutschland als Modelleur und Steinbildhauer für Bauplastik tätig: Dresden, Köln, Aachen, Düsseldorf, Magdeburg, Wittenberg sowie länger sesshaft in Berlin und Hamburg. Er erhielt mehrere Auszeichnungen und zahlreiche Aufträge von öffentlichen Institutionen. Er machte sich insbesondere einen Namen durch seine Porträtbüsten in Stein und Bronze und fertigte Plaketten und Medaillen. Seine Ateliers in Berlin und Hamburg wurden im Krieg zerstört, desgleichen sind viele seiner öffentlichen Werke zerstört oder verschollen. Rex war Mitglied der Hamburgischen Künstlerschaft.
Sein Sohn aus zweiter Ehe ist der Maler und Autor Hartlib Rex (1936–2009), verheiratet 1978 in zweiter Ehe mit Sonia Rex-Junod.

## Werk

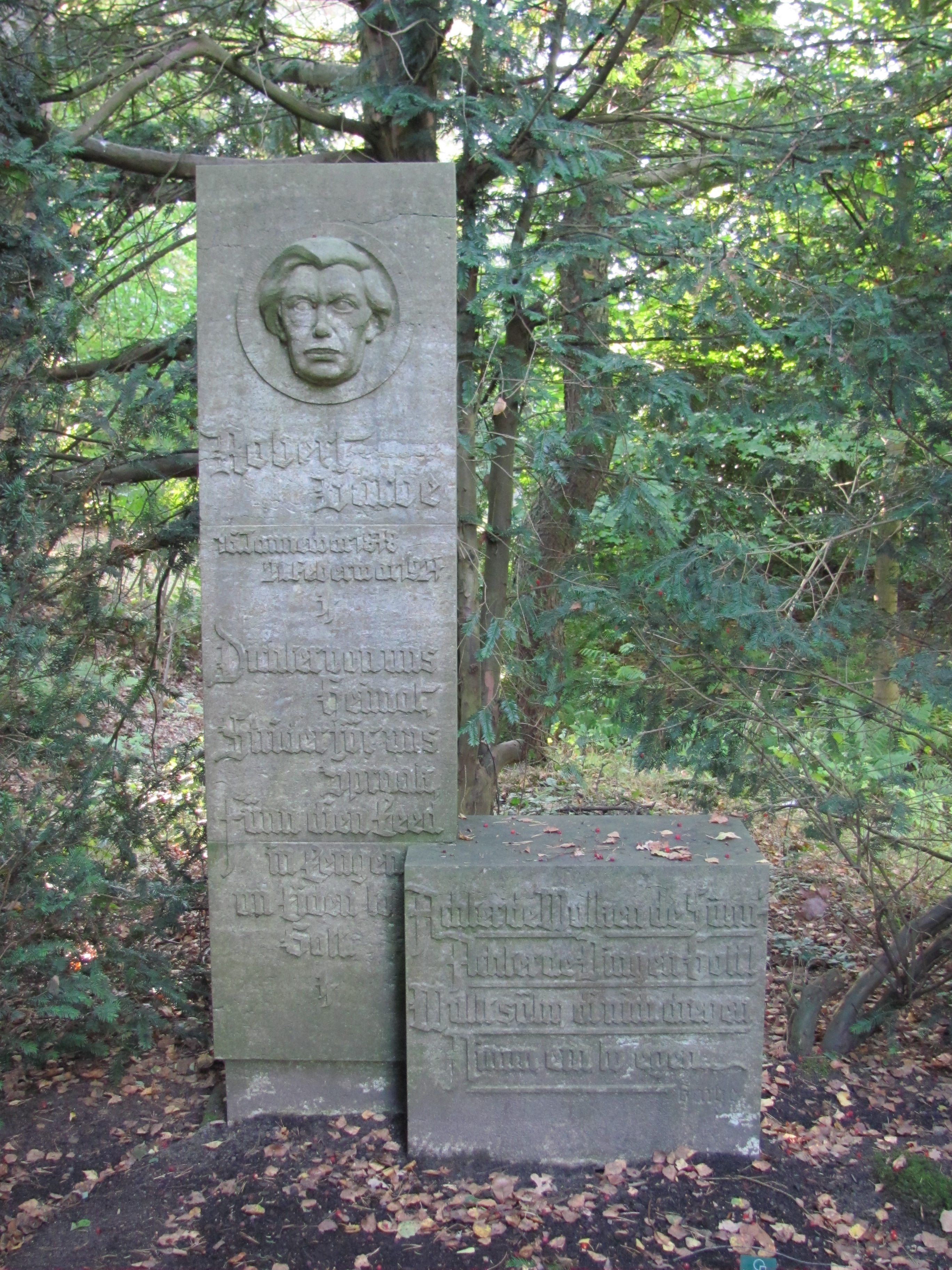
Grabstätte Robert Garbe (1927), Friedhof Ohlsdorf

- Erhalten oder bekundet sind zahlreiche Grabmonumente auf dem Ohlsdorfer Friedhof, Hamburg (z. B. Nachtwanderung)
- ein Denkmal[1] für Robert Garbe auf dem Ehrenfriedhof für niederdeutsche Dichter (1936), Friedhof Ohlsdorf[2]
- ein Vierländerhochzeitspaar im Luisen-Gymnasium Bergedorf, Hamburg
- Pfeiler-Figuren (Kinder) am U-Bahnhof Rödingsmarkt in Hamburg (1911)
- ein Gänsemädelbrunnen beziehungsweise Brunnen[3] Junge mit Enten[4] im Hamburger Stadtpark (1916)
- Skulpturenschmuck an der Versöhnungskirche (Hamburg-Eilbek) in Hamburg-Eilbek
- ein Puter auf dem Schinkelplatz in Hamburg-Winterhude
- Gedenkmal auf dem Ehrenfriedhof in Elberfeld (1926)
- ein Brunnen an der Luthereiche in Wittenberg
- sowie viele Büsten: Käthe Kollwitz, Wilhelm Raabe (1942), Franz Liszt (Musikhalle Hamburg 1937) und Plastiken in Privatbesitz

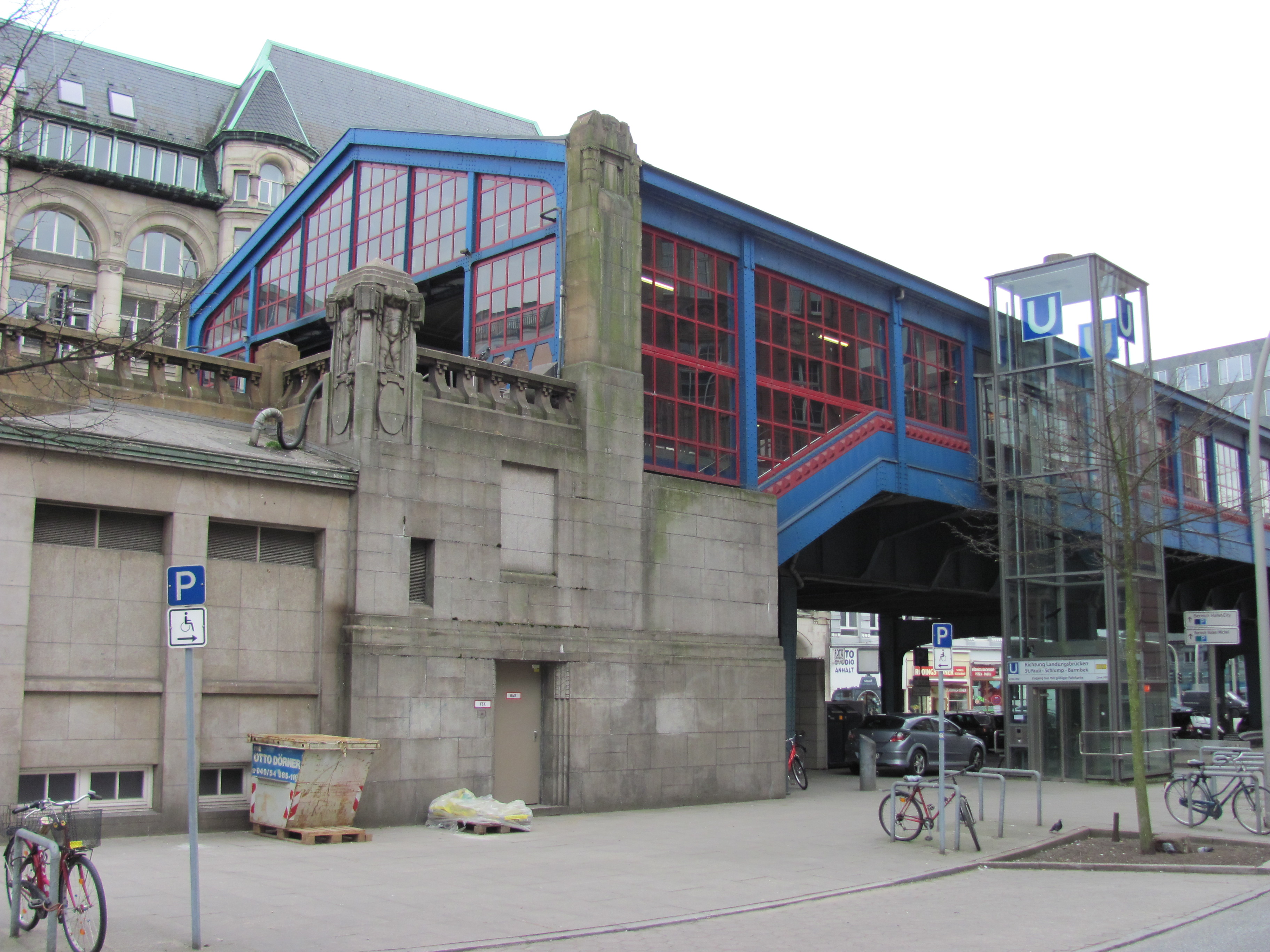
Pfeilerfiguren U-Bahn Rödingsmarkt, Hamburg (1911)
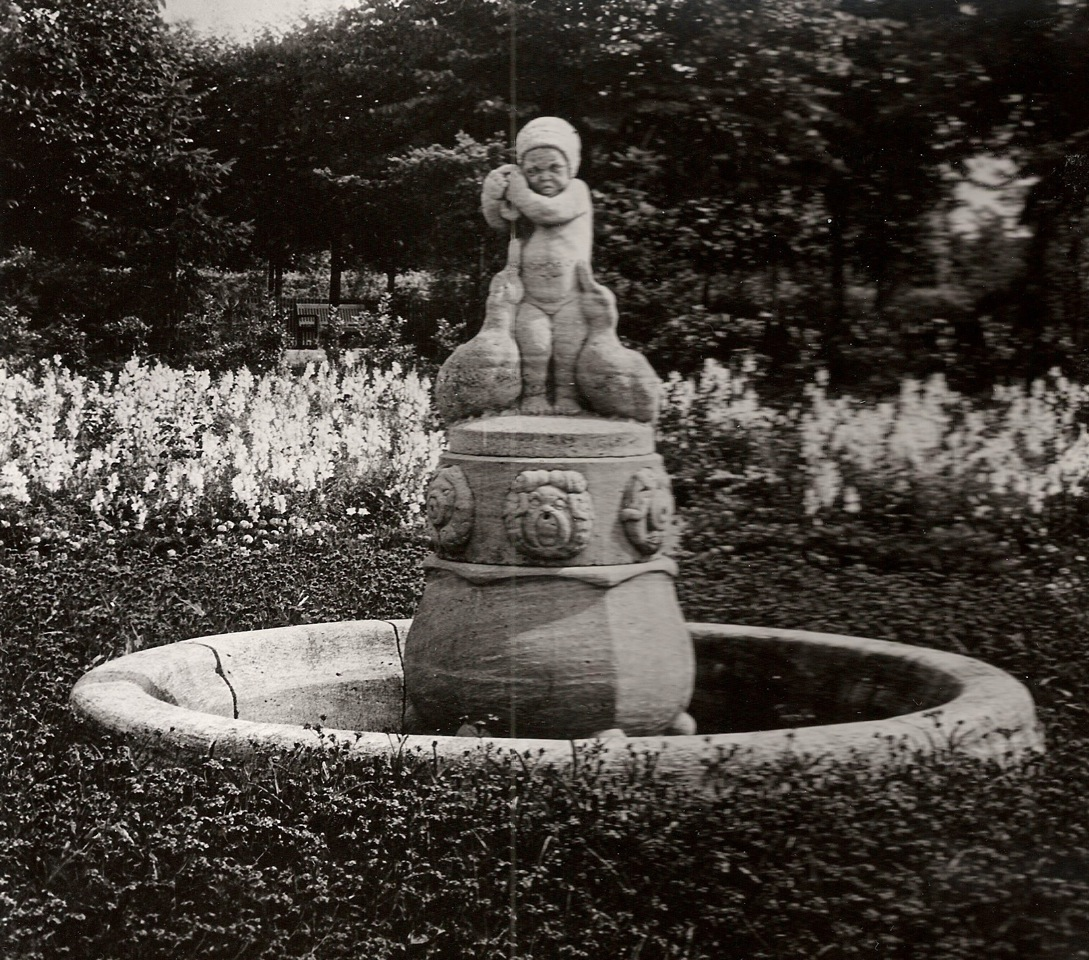
Gänsemädelbrunnen, Hamburg (1912)
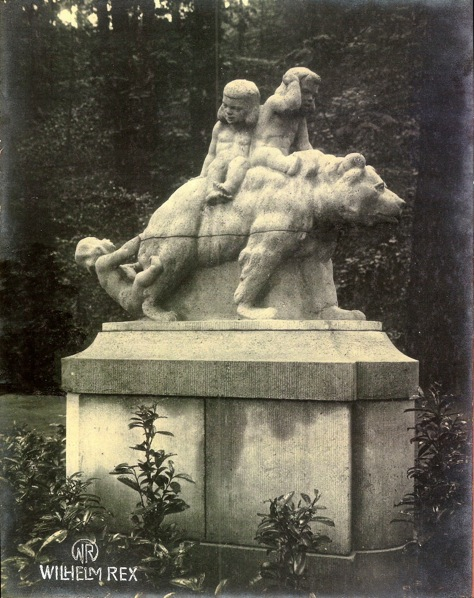
Bärengruppe, Donners Park, Hamburg-Ottensen (Altona)
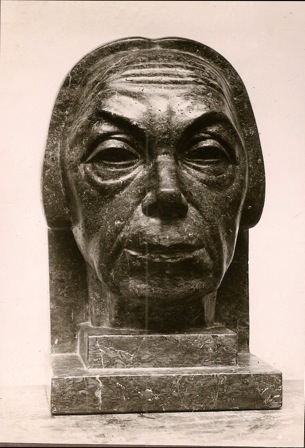
Käthe Kollwitz, Porträtbüste
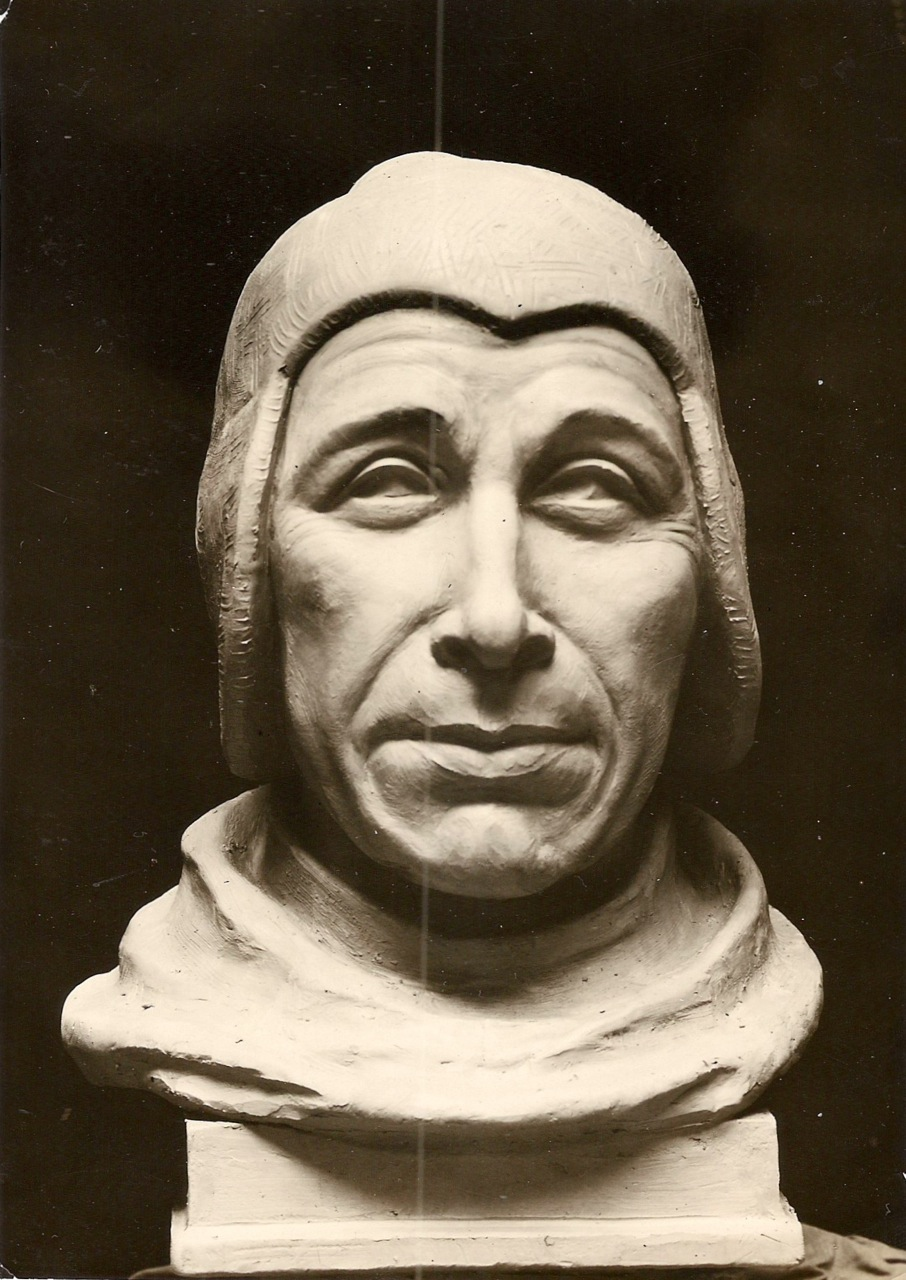
Alfred Wegener, Porträtbüste
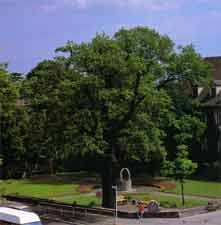
Paul-Friedrich-Brunnen, Luthereiche Wittenberg, 1924
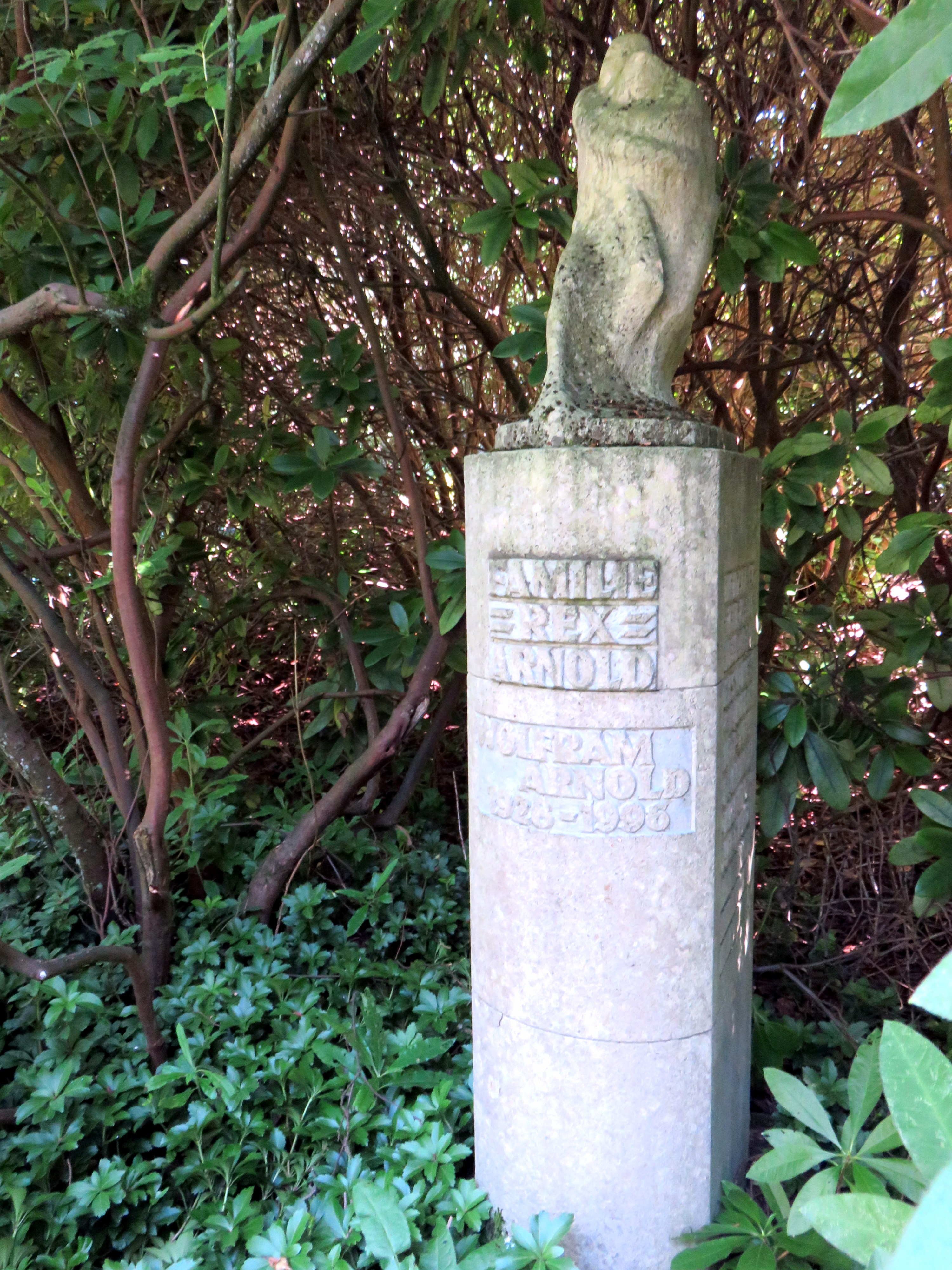
Familiengrab Rex(/Arnold), 1928, Friedhof Ohlsdorf
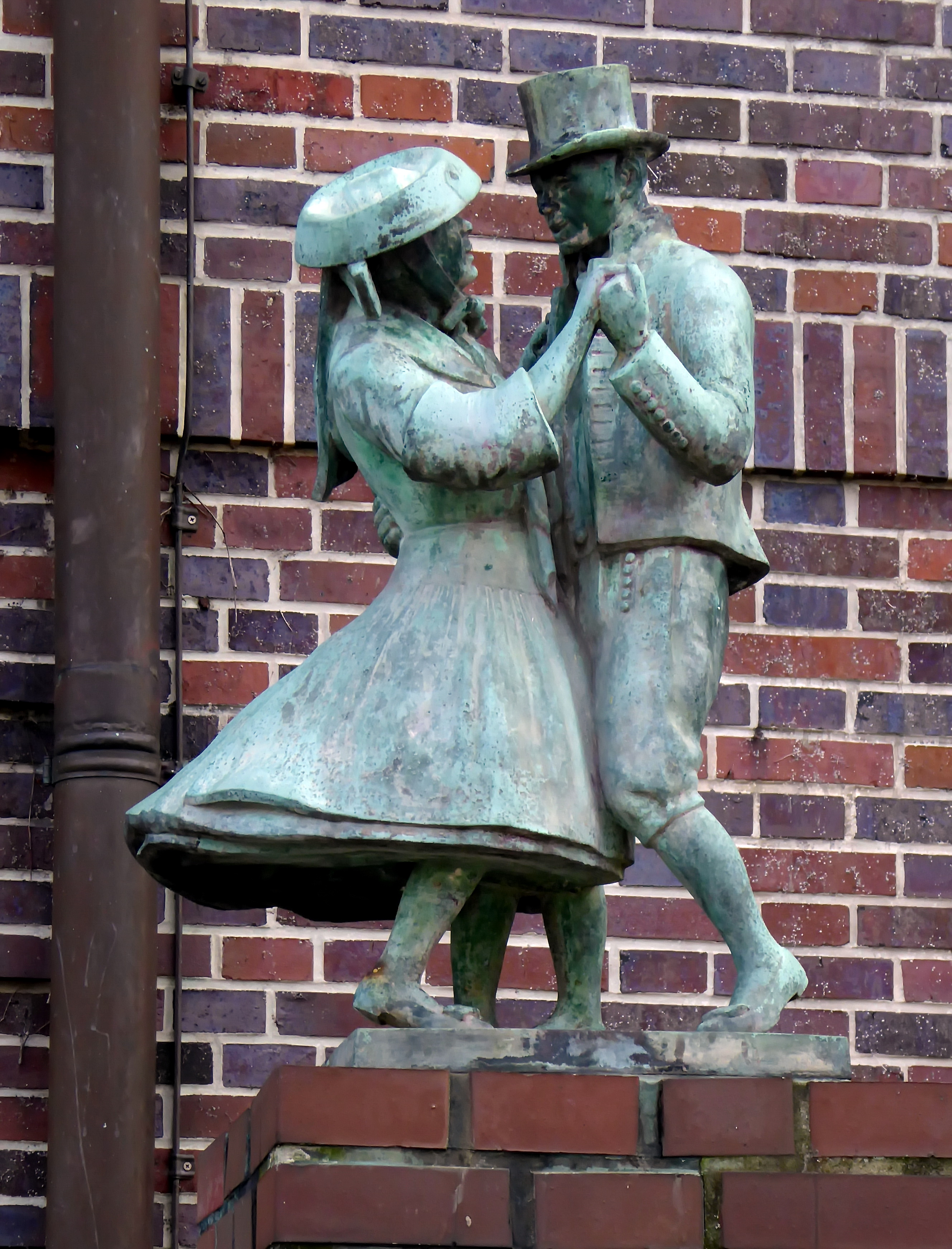
Tanzendes Vierländer Paar, Hamburg-Bergedorf

## Aufenthaltsorte
- 1871–1889 Berlin
- 1889–1891 Hannover, Detmold, Kassel
- 1891–1893 Berlin
- 1893–1903 Dresden, Köln, Aachen, Düsseldorf
- 1903–1904 Berlin
- 1904–1907 Magdeburg
- 1907–1911 Berlin
- 1911–1924 Hamburg, unterbrochen durch Kriegsdienst 1914–1918
- 1924–1925 Wittenberg
- 1925–1943 Hamburg (1925–1936 Hamburg; 1936–1943 Altona)
- 1943–1944 Bischofsmais bei Regen, Bayrischer Wald

## Ausstellungen
Ab 1920 war Wilhelm Rex in Ausstellungen  der hamburgischen Künstlerschaft vertreten, zusammen mit Ludwig Kunstmann, Friedrich Wield, Albrecht, Wöbke, Ulmer, Irwahn, Richard Bauroth, Richard Kuöhl, Arthur Bock, Twesten, Henle, Ely, Kuksch, Barlach.
Veröffentlichungen in Zeitungen:
Ehrungen/Erwähnung anlässlich der Einweihung von Denkmälern, die er geschaffen hatte.
Würdigungen zum 70. Geburtstag:
- in der Hamburger Neusten Zeitung: Artikel "Selbstloses Wirken im Dienst der Kunst", 9. Juli 1940
- und Artikel "Kunst und Wissen" in einer weiteren Zeitung
- in Jahrbücher 1929 befinden sich Artikel über Bildhauer W. Rex geschrieben von Paul Hofmann (Vermerk von Prof. Dr. Wolf Stubbe an die Witwe Frieda Rex).
- Vermerk in der Urkundensammlung des Altonaer Museums, zoologische Abteilung über die dort lange Zeit ausgestellte Plastik von W. Rex, genannt großes Modell "Pferd und Mensch".